# Бешлије
Бешлије (тур. Beşli) су били припадници лаке најамничке коњице у старијој турској историји. У прво вријеме граничари и посада граничних тврђава, упадају и у сусједне земље да би сазнали више о противнику извиђањем.
У Босни и Херцеговини се уводе од почетка 16. вијека. Прво врше улогу граничара у саставу серхад-кула (слуге Крајине). Доцније се налазе по паланкама и тврђавама у саставу мјесних слуга (јерли-кула).